# Vladimir Nabokov
Vladimir Vladimirovich Nabokov (em russo:  Влади́мир Влади́мирович Набо́ков, também conhecido pelo pseudônimo Vladimir Sirin; São Petersburgo, 22 de abril (V.E. 10 de abril) de 1899c — Montreux, Suíça, 2 de julho de 1977) foi um romancista, poeta, tradutor e entomologista russo-americano. Seus primeiros nove romances foram escritos em russo, mas ele conseguiu proeminência internacional após começar a escrever prosa em inglês.
Lolita, de Nabokov (1955) seu mais notado romance em inglês, foi classificado quarto na lista dos 100 melhores romances da Modern Library; Fogo Pálido (1962) foi classificado 53.º na mesma lista, e sua memória, Fala, Memória (1951), foi listado oitavo na lista do editor das maiores não-ficções do século XX. Ele foi um finalista para o National Book Award for Fiction sete vezes.
Nabokov foi um lepidopterista especialista e compositor de problemas de xadrez.

## Vida e carreira

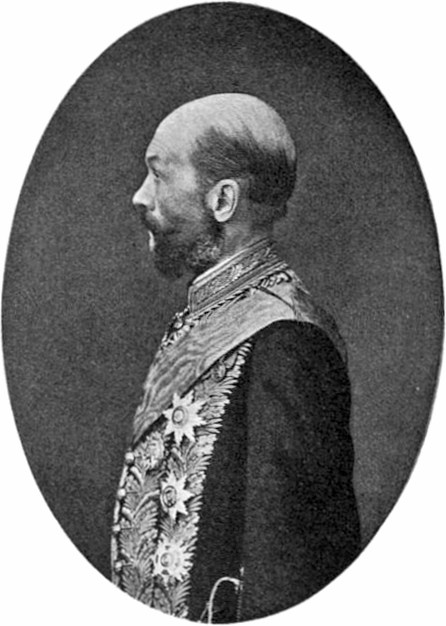
Dmitry Nabokov, Ministro da Justiça sob o czar Alexandre II e avô do escritor

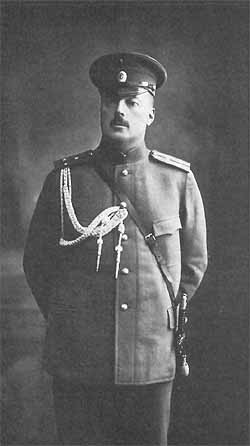
O pai do autor, V.D. Nabokov, em seu uniforme de oficial da Primeira Guerra Mundial.

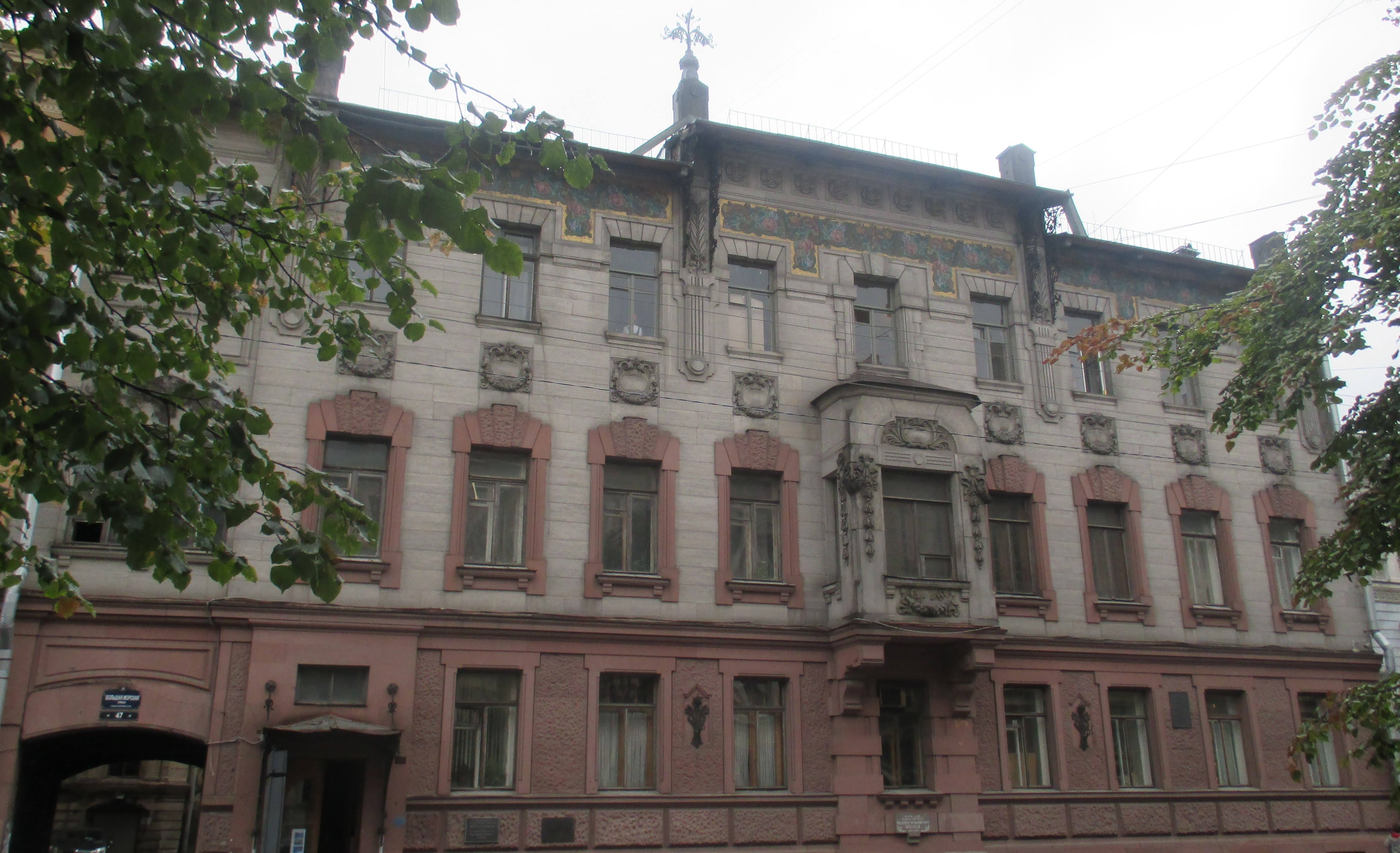
Mansão da família Nabokov, em São Petersburgo. Hoje é o local do Museu Nabokov.

### Rússia
Nabokov nasceu em 22 de abril de 1899 (10 de abril de 1899 V.E.), em São Petersburgo,b em uma família rica e proeminente da nobreza russa. Seu pai era o advogado liberal, estadista e jornalista Vladimir Dmitrievich Nabokov (1870–1922) e sua mãe era a herdeira Yelena Ivanovna nascida Rukavishnikova, a neta de um milionário dono de minas de ouro. Seus primos incluíram o compositor Nicolas Nabokov. Seu avô paterno, Dmitry Nabokov (1827–1904), havia sido Ministro da Justiça da Rússia no reinado de Alexandre II. Sua avó paterna foi a Baronesa germano-báltica Maria von Korff (1842–1926).
Vladimir era o filho mais velho e favorito da família, com quatro irmãos mais novos: Sergey (1900–45); Olga (1903–1978); Elena (1906–2000) e Kiril (1912–1964). Sergey seria morto em um campo de concentração nazista em 1945, depois que ele falou a público em denunciar o regime de Hitler. Olga é lembrada por Ayn Rand (sua amiga íntima no Ginásio Stoiunina) como tendo sido uma defensora da monarquia constitucional que tinha despertado primeiro interesse de Rand na política. A filha mais jovem Elena, que iria, anos mais tarde tornar-se a irmã favorita de Vladimir, publicou sua correspondência com seu irmão em 1985 e iria se tornar uma importante fonte vivente para os biógrafos posteriores de Nabokov.

Nabokov passou sua infância e juventude em São Petersburgo e na propriedade rural Vyra perto de Tverskaya, ao sul da cidade. Sua infância, que ele chamou de "perfeita", foi notável em vários aspectos. A família falava russo, inglês, francês em sua casa, e Nabokov era trilíngue desde uma tenra idade. Ele relata que o primeiro livro em inglês que sua mãe leu para ele era Misunderstood (1869) por Florence Montgomery. Na verdade, para grande desgosto de seu pai patriótico, Nabokov sabia ler e escrever em inglês antes que ele pudesse em russo. Em Fala, Memória Nabokov lembra numerosos detalhes de sua infância privilegiada, e sua capacidade de recordar em memórias detalhes vívidos de seu passado que foram uma bênção para ele durante seu exílio permanente, e forneceram um tema que ecoa a partir de seu primeiro livro Maria para obras posteriores tais como Ada ou Ardor: Uma Crônica de Família. Enquanto a família era nominalmente ortodoxa, não sentiam fervor religioso, e Vladimir não estava obrigado a frequentar a igreja depois que ele perdeu o interesse. Em 1916, Nabokov herdou a propriedade Rozhdestveno, ao lado de Vyra, de seu tio Vasily Ivanovich Rukavishnikov ("Tio Ruka" em Fala, Memória), mas perdeu-a na Revolução de Outubro, um ano depois; esta foi a única casa que ele nunca possuiu.

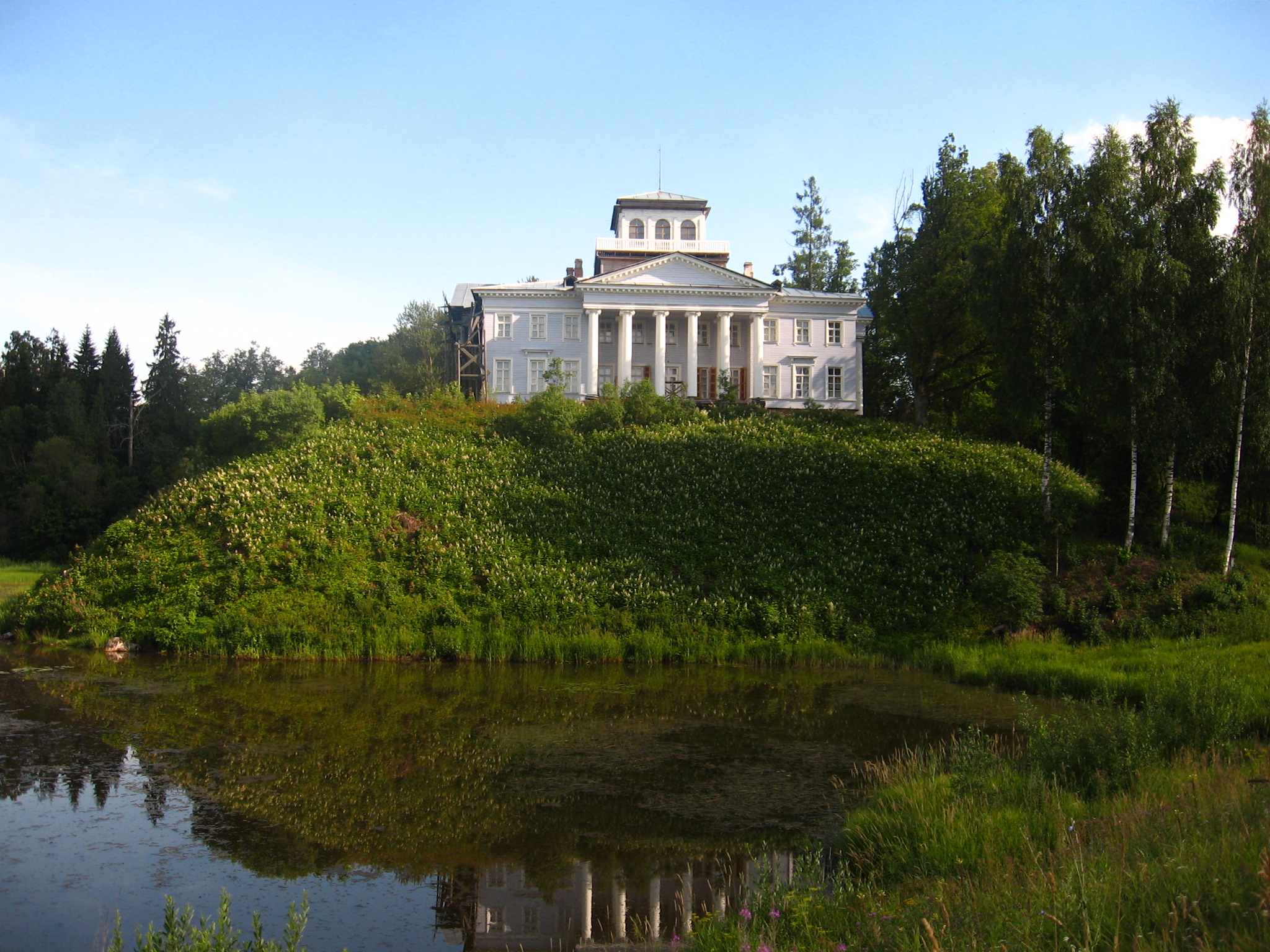
A propriedade Rozhdestveno que Nabokov com 16 anos herdou de seu tio materno. Nabokov a possui por menos de um ano antes de perdê-la na Revolução de Outubro.

A adolescência de Nabokov foi também o período em que foram feitos os primeiros esforços sérios literários. Em 1916, Nabokov teve sua primeira coleção de poesia publicada, Stikhi ("Poemas"), uma coleção de 68 poemas russos. Na época, Nabokov estava frequentando a escola Tenishev em São Petersburgo, onde seu professor de literatura Vladimir Vasilievich Gippius tem sido fundamental para suas realizações literárias. Algum tempo após a publicação de Stikhi, Zinaida Gippius, renomada poeta e primeira prima de Vladimir Gippius, disse ao pai de Nabokov em um evento social, "Por favor, diga ao seu filho que ele nunca vai ser um escritor".

### Emigração
Após a Revolução de Fevereiro de 1917, o pai de Nabokov tornou-se um secretário do Governo Provisório Russo e, após a Revolução Bolchevique (outubro), a família foi forçada a fugir da cidade para a Crimeia, não esperando para serem afastados por muito tempo. Eles viviam na propriedade de um amigo e em setembro de 1918 mudaram-se para Livadiya, na época parte da República Popular da Ucrânia; o pai de Nabokov tornou-se um Ministro da Justiça no Governo Regional da Crimeia.
Após a retirada do Exército Alemão (Novembro de 1918) e da derrota do Exército Branco (início de 1919), os Nabokovs procuraram exílio na Europa Ocidental. Eles se instalaram brevemente na Inglaterra e Vladimir foi matriculado no Trinity College, em Cambridge, primeiro estudando zoologia, em seguida, línguas eslavas e românicas. Os seus resultados de exame sobre a primeira parte de Tripos, tomados no final do segundo ano, foram um primeiro estrelado. Ele teve a segunda parte do exame em seu terceiro ano, logo após a morte de seu pai. Nabokov temia que ele poderia não passar no exame, mas seu script foi marcado como de segunda classe. Seu resultado final do exame foi de segunda classe, e seu BA conferido em 1922. Nabokov mais tarde baseou em suas experiências de Cambridge para escrever várias obras, incluindo os romances Glória e A Verdadeira Vida de Sebastian Knight.
Em 1920, a família de Nabokov mudou-se para Berlim, onde seu pai criou o jornal emigrante Rul ("Leme"). Nabokov os seguiu para Berlim, dois anos mais tarde, depois de completar seus estudos em Cambridge.

### Anos em Berlim (1922–37)
Em março de 1922, o pai de Nabokov foi morto a tiros em Berlim pelo monarquista russo Piotr Shabelsky-Bork enquanto ele estava tentando proteger o verdadeiro alvo, Pavel Milyukov, um líder do Partido Constitucional Democrata no exílio. Esta confundida, morte violenta ecoaria de novo e de novo na ficção de Nabokov, onde os personagens se reuniriam em suas mortes sob condições acidentais. (Em Fogo Pálido, por exemplo, uma interpretação do romance tem um assassino por engano matando o poeta John Shade, quando o seu alvo real é um monarca europeu fugitivo). Logo após a morte de seu pai, a mãe e a irmã de Nabokov se mudaram para Praga.
Nabokov ficou em Berlim, onde se tornou um poeta e escritor reconhecido dentro da comunidade emigrante e publicou sob o pseudônimo V. Sirin (uma referência ao pássaro fabuloso do folclore russo). Para complementar sua renda escassa na escrita, ele ensinou línguas e deu aulas de tênis e boxe. De seus quinze anos de Berlim, Dieter E. Zimmer escreveu: "Ele nunca se tornou amante de Berlim, e no final ele intensamente não gostou de morar lá. Viveu dentro da animada comunidade russa de Berlim, que era mais ou menos auto-suficiente, ficando depois de ter se desintegrado porque ele não tinha outro lugar para ir. Ele sabia pouco de alemão. Ele sabia que poucos alemães, exceto para senhorias, lojistas, os funcionários da imigração eram mesquinhos na sede da polícia."
Em 1922 Nabokov se envolveu com Svetlana Siewert; ela rompeu o noivado no início de 1923, por seus pais se preocuparam que ele não podia sustentá-la. Em maio de 1923, ele conheceu uma mulher russo-judaica, Véra Evgenyevna Slonim, em um baile de caridade em Berlim  e se casou com ela em abril de 1925. Seu único filho, Dmitri, nasceu em 1934.
Em 1936, Véra perdeu o emprego por causa do ambiente cada vez mais antissemita; também nesse ano o assassino do pai de Nabokov foi nomeado segundo-em-comando do grupo emigrante russo. No mesmo ano Nabokov começou a procurar um emprego no mundo de fala inglesa. Em 1937, ele deixou a Alemanha para a França, onde teve um breve caso com a emigrante russa Irina Guadanini; sua família o seguiu, fazendo a sua última visita a Praga no caminho. Eles se estabeleceram em Paris, mas também passaram um tempo em Cannes, Menton, Cap d'Antibes, e Fréjus. Em maio de 1940 a família Nabokov fugiu das tropas alemãs que avançavam para os Estados Unidos a bordo do SS Champlain, com exceção do irmão de Nabokov, Sergei, que morreu no campo de concentração de Neuengamme em 9 de janeiro de 1945.

### Estados Unidos

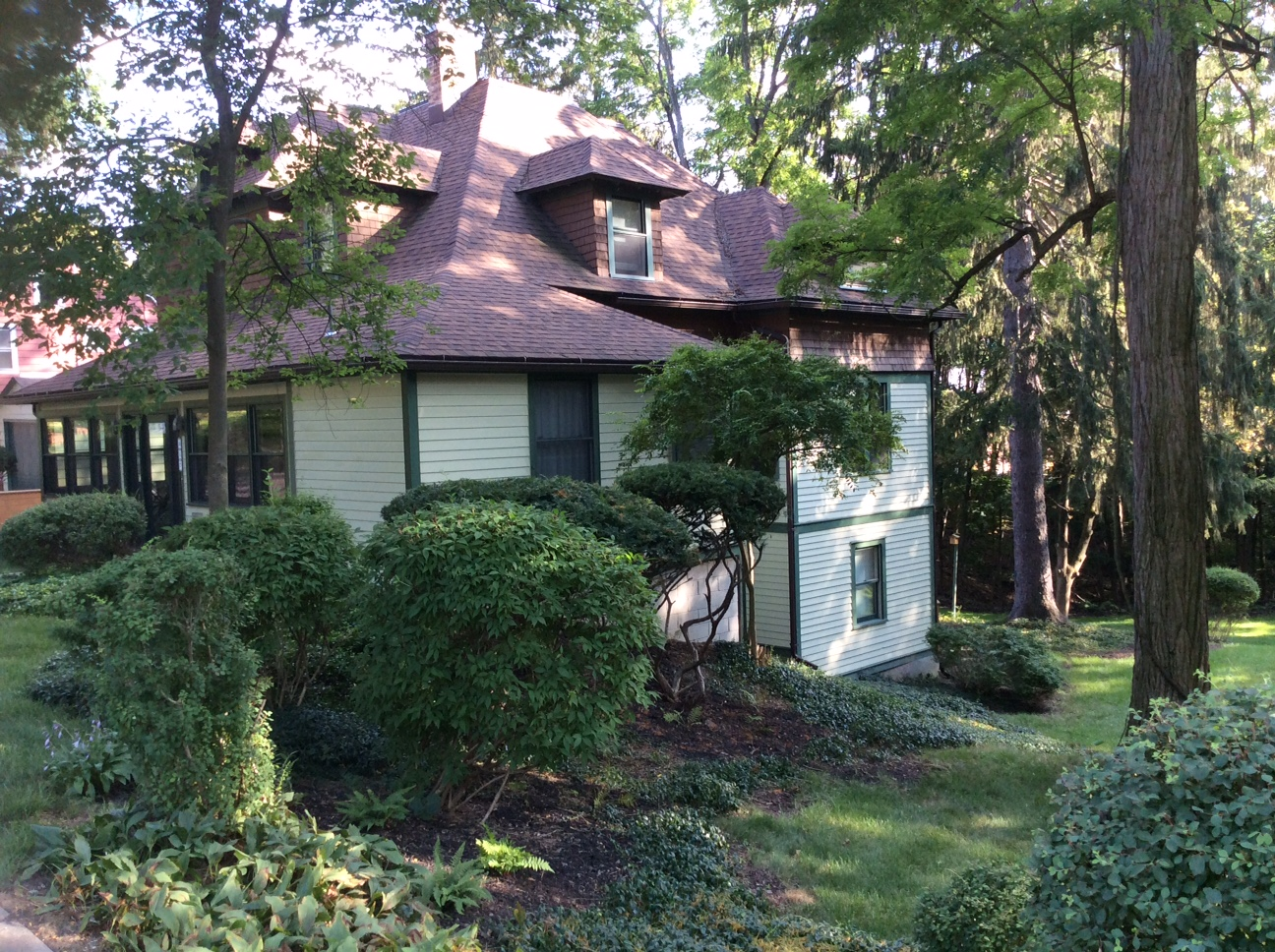
A casa na 957 East State St, Ithaca NY onde Nabokov viveu com sua família em 1947 e 1953 enquanto ensinando na Universidade Cornell. Aqui ele terminou Lolita e começou a escrever Pnin.

Os Nabokovs estabeleceram-se em Manhattan e Vladimir começou o trabalho voluntário como um entomologista do Museu Americano de História Natural.
Nabokov se juntou à equipe do Wellesley College, em 1941, como professor residente em literatura comparada. A posição, criada especificamente para ele, providenciou um tempo de renda e livre para escrever de forma criativa e perseguir a sua lepidopterologia. Nabokov é lembrado como o fundador do Departamento Russo de Wellesley. Os Nabokovs residiam em Wellesley, Massachusetts, durante o ano letivo de 1941–42. Em setembro de 1942 mudaram-se para Cambridge onde viveram até junho de 1948. Depois de uma turnê de palestras pelos Estados Unidos, Nabokov voltou para Wellesley para o ano letivo de 1944–45 como professor em russo. Em 1945, ele se tornou um cidadão naturalizado dos Estados Unidos. Serviu através do termo de 1947–48 como um só homem no Departamento Russo de Wellesley, oferecendo cursos de língua e literatura russa. Suas aulas eram populares, devido tanto ao seu estilo único de ensinamento quanto ao interesse do tempo de guerra em todas as coisas russas. Ao mesmo tempo, ele era o curador de facto de lepidopterologia no Museu de Zoologia Comparada da Universidade Harvard. Depois de ser incentivado por Morris Bishop, Nabokov deixou Wellesley em 1948 para ensinar literatura russa e europeia na Universidade Cornell, onde lecionou até 1959. Entre seus alunos na Cornell estava a futura juíza da Suprema Corte dos Estados Unidos, Ruth Bader Ginsburg, que mais tarde identificou Nabokov como uma das principais influências em seu desenvolvimento como uma escritora.
Nabokov escreveu Lolita, enquanto viaja em viagens para coletar borboletas no oeste dos Estados Unidos que ele se comprometia a cada verão. Véra agiu como "secretária, datilógrafa, editora, revisora, tradutora e bibliógrafa; sua agente, gerente de negócios, assessoria jurídica e motorista, sua assistente de pesquisa, assistente de ensino e suplente professoral"; Nabokov quando tentou queimar os esboços inacabados de Lolita, foi Véra que o deteve. Ele a chamou de a mulher mais bem-humorada que já conhecera.
Em junho de 1953 Nabokov e sua família foram para Ashland, Oregon. Lá ele terminou Lolita e começou a escrever o romance Pnin. Ele percorria as montanhas próximas à procura de borboletas, e escreveu um poema chamado Lines Written in Oregon. Em 1 de outubro de 1953, ele e sua família voltaram para Ítaca, Nova Iorque, onde mais tarde ensinaram o jovem escritor Thomas Pynchon.

### Montreux e morte

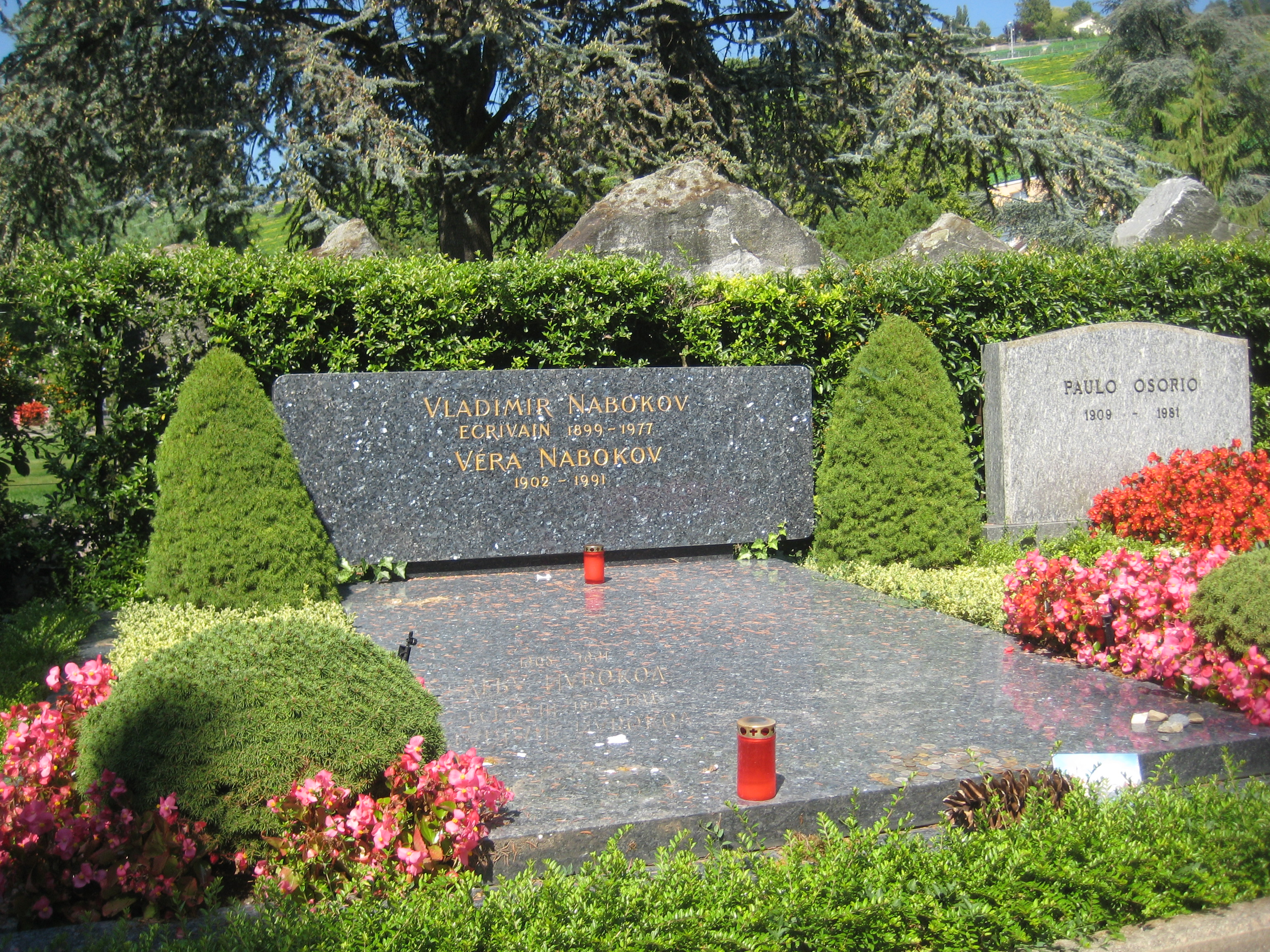
O túmulo dos Nabokovs no Cimetière de Clarens perto de Montreux, Suíça.

Após o grande sucesso financeiro de Lolita, Nabokov foi capaz de voltar para a Europa e dedicar-se exclusivamente à escrita. Seu filho tinha obtido uma posição como um baixo operático em Reggio Emilia. Em 1 de outubro de 1961, ele e Véra se mudaram para o Montreux Palace Hotel, em Montreux, na Suíça; ele ficou lá até o fim de sua vida. A partir de seu quarto no sexto andar, ele conduziu o seu negócio e fazia passeios nos Alpes, Córsega, Sicília para caçar borboletas. Em 1976 foi hospitalizado com febre que os médicos foram incapazes de diagnosticar. Ele foi hospitalizado em Lausanne em 1977 sofrendo de congestão brônquica grave. Ele morreu no dia 2 de julho, em Montreux cercado por sua família e, de acordo com seu filho, Dmitri, "com um gemido de triple arremesso descendente". Seus restos mortais foram cremados e estão enterrados no cemitério Clarens em Montreux.
No momento da sua morte, ele estava trabalhando em um romance intitulado O Original de Laura. Sua esposa Véra e filho Dmitri foram confiados como executores literários de Nabokov e, embora ele pediu-lhes para queimar o manuscrito, eles escolheram não destruir sua obra final. O manuscrito incompleto, cerca de 125 fichas manuscritas de comprimento, permaneceram em um cofre de banco suíço, onde apenas duas pessoas, Dmitri Nabokov e uma pessoa desconhecida, tiveram acesso. Partes do manuscrito foram mostrados para os estudiosos de Nabokov. Em abril de 2008, Dmitri anunciou que iria publicar o romance.
Antes da publicação do romance incompleto, vários pequenos excertos de O Original de Laura foram tornados públicos: o semanário alemão Die Zeit, reproduziu alguns dos cartões de índice originais de Nabokov obtidos pelo seu repórter Malte Herwig em sua edição de 14 agosto de 2008. No artigo que acompanha Herwig conclui que Laura, embora fragmentário, é "vintage Nabokov".
Em julho de 2009, a revista Playboy adquiriu os direitos para imprimir um trecho de 5000 palavras de O Original de Laura. Ele foi impresso na edição de dezembro. O Original de Laura foi publicado em 17 de novembro de 2009.

## Obra

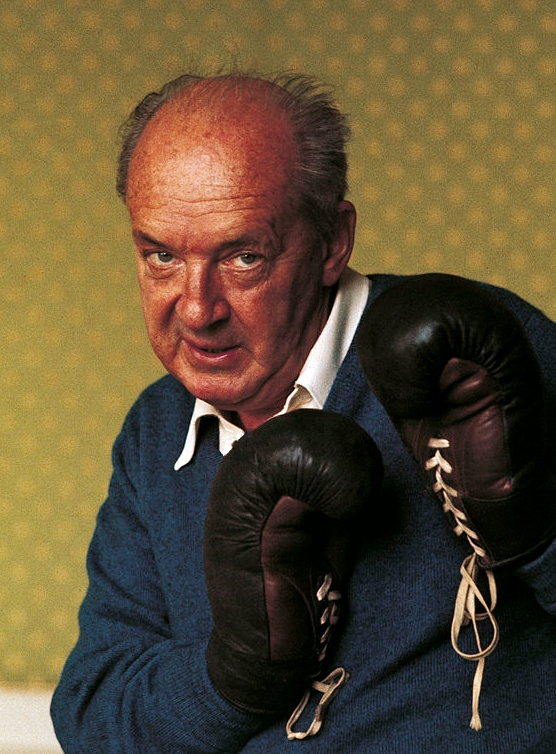
Nabokov nos anos 1960

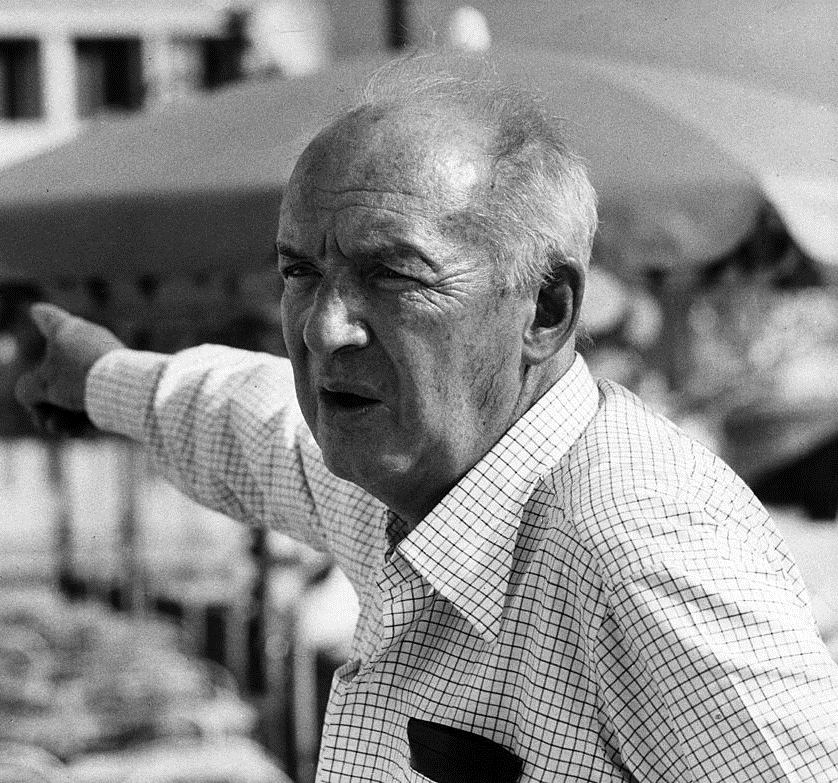
Nabokov em 1973

Os primeiros escritos de Nabokov estavam em russo, mas ele alcançou sua maior fama com romances que ele escreveu no idioma inglês. Como um mestre bilíngue, ele tem sido comparado a Joseph Conrad; Nabokov, no entanto, não gostou tanto da comparação e da obra de Conrad. Ele lamentou ao crítico Edmund Wilson, "Eu sou demasiado velho para mudar Conradicamente" – que John Updike mais tarde chamou de, "em si uma brincadeira de gênio". Nabokov traduziu muitas de suas próprias primeiras obras em inglês, às vezes em cooperação com seu filho Dmitri. Sua educação trilíngue teve uma profunda influência sobre sua arte.
O próprio Nabokov traduziu em russo dois livros que ele havia originalmente escrito em inglês, Conclusive Evidence e Lolita. A "tradução" de Conclusive Evidence foi feita devido ao sentimento de Nabokov de imperfeição na versão em inglês. Escrevendo o livro, ele observou que ele precisava traduzir suas próprias memórias em inglês, e gastar muito tempo explicando as coisas que são bem conhecidas na Rússia; então ele decidiu voltar a escrever o livro, mais uma vez, em sua primeira língua nativa, e depois que ele fez a versão final, Fala, Memória (Nabokov primeiro queria nomeá-lo "Fala, Mnemosine"). Nabokov era um proponente do individualismo, e rejeitou os conceitos e ideologias que cerceavam a liberdade individual e de expressão, tais como o totalitarismo em suas várias formas, bem como a psicanálise de Sigmund Freud. Poshlost, ou como ele transcreveu, poshlust, é desdenhada e frequentemente ridicularizada em suas obras. Traduzindo Lolita, Nabokov escreve: "Eu imaginava que, em algum distante futuro alguém poderia produzir uma versão russa de Lolita. Eu treinei meu telescópio interno sobre este ponto particular em um futuro distante e eu vi que cada parágrafo, marcado e picado, pois é com armadilhas, poderia prestar-se a má tradução hedionda. Nas mãos de um burro de carga prejudicial, a versão russa de Lolita seria totalmente degradada e mal feita por paráfrases vulgares ou erros. Então eu decidi traduzi-la eu mesmo".
Nabokov, publicou sob o pseudônimo de "Vladimir Sirin" na década de 1920 para 1940, de vez em quando para mascarar sua identidade por parte dos críticos. Ele também faz aparições em alguns de seus romances, como a personagem "Vivian Darkbloom" (um anagrama de "Vladimir Nabokov"), que aparece em ambas Lolita e Ada ou Ardor, e o personagem Blavdak Vinomori (outro anagrama do nome de Nabokov) em "Rei, Dama, Valete."
Nabokov é conhecido por suas tramas complexas, jogo inteligente de palavras, metáforas ousadas, e estilo de prosa capaz de ambas paródias e intenso lirismo. Ele ganhou fama e notoriedade com seu romance Lolita (1955), que fala de paixão devoradora de um homem adulto para uma menina de doze anos de idade. Este e seus outros romances, particularmente Fogo Pálido (1962), foi onde ele ganhou um lugar entre os maiores romancistas do século XX. Seu mais longo romance, que se reuniu com uma resposta mista, é Ada (1969). Ele dedicou mais tempo para a composição deste romance que qualquer de seus outros. A ficção de Nabokov é caracterizada pela brincadeira linguística. Por exemplo, seu conto "As Irmãs Vane" é famoso em parte para o seu parágrafo final acróstico, em que as primeiras letras de cada palavra soletram uma mensagem do além-túmulo.
A estatura de Nabokov como crítico literário se baseia em grande parte em sua tradução de quatro volumes e comentários para o romance de Alexander Pushkin em verso, Eugene Onegin, publicado em 1964. Esse comentário terminou com um apêndice intitulado Notes on Prosody, que desenvolveu uma reputação própria. Ele resultou de sua observação de que, enquanto tetrâmetros iâmbicos de Pushkin tinham sido uma parte da literatura russa para um período relativamente curto de dois séculos, eles foram claramente percebidos por meio dos prosodistas russos. Por outro lado, ele viu os tetrâmetros iâmbicos em inglês muito mais velhos como confusos e mal documentados. Em suas próprias palavras:
Eu fui forçado a inventar um pouco de terminologia simples da minha própria, explicar a sua aplicação para as formas de verso em inglês, e entrar em certos, em vez de copiosos detalhes de classificação antes mesmo de enfrentar o objeto limitado destas notas para a minha tradução de Eugene Onegin de Pushkin, um objeto que se resume a muito pouco—em comparação com as forçadas preliminares—nomeadamente, para algumas coisas que o aluno não-russo da literatura russa deve saber em relação a prosódia russa em geral, e para Eugene Onegin, em particular.
As palestras de Nabokov da Universidade Cornell, como coletadas em Lectures on Literature, revelam suas ideias controversas em matéria de arte. Ele acreditava firmemente que os romances não devem ter como objetivo ensinar e que os leitores não devem apenas ter empatia com os personagens, mas que um prazer estético "superior" deve ser alcançado, em parte por pagar grande atenção aos detalhes de estilo e estrutura. Detestava o que viu como 'ideias gerais' em romances, e assim ao ensinar Ulisses, por exemplo, ele insistiria aos alunos manter um olho sobre onde os personagens que estavam em Dublin (com o auxílio de um mapa) ao invés de ensinar a complexa história irlandesa que muitos críticos vêem como sendo essencial para a compreensão do romance. Durante seus dez anos em Cornell, Nabokov introduziu os alunos de graduação para as delícias da grande ficção, incluindo Bleak House por Charles Dickens, em ministrar aulas de cinquenta minutos.
Em 2010, a revista Kitsch, uma publicação estudantil da Universidade Cornell, publicou um artigo que incidiu sobre as reflexões dos alunos sobre estas palestras e também explorou o longo relacionamento de Nabokov com a Playboy.
Os detratores de Nabokov culpam-no por ser um esteta e por seu excesso de atenção à linguagem e detalhes em vez do desenvolvimento do personagem. Em seu ensaio "Nabokov, or Nostalgia", Danilo Kiš escreveu que Nabokov é "uma arte magnífica, complexa e estéril." O poeta russo Yevgeny Yevtushenko disse em uma entrevista para a Playboy que ele podia ouvir o barulho de instrumentos cirúrgicos na prosa de Nabokov.

## Sinestesia de Nabokov
Nabokov era um sinesteta auto-descrito, que em uma idade jovem igualou o número cinco com a cor vermelha. Aspectos da sinestesia podem ser encontrados em várias de suas obras. Sua esposa também exibiu sinestesia; como seu marido, o olho da sua mente associou cores com determinadas letras. Eles descobriram que Dmitri compartilhou o traço, e além disso, que as cores que ele associou com algumas letras eram em alguns casos, misturas de matizes—de seus pais", que é como se os genes fossem pintura em aquarela".
Para alguns sinestetas, as letras não são simplesmente associadas com determinadas cores, são elas próprias coloridas. Nabokov frequentemente dota seus protagonistas com um dom similar. Em Bend Sinister Krug comenta sobre sua percepção da palavra "lealdade" como sendo como um garfo de ouro que encontra-se no sol. Em A Defesa, Nabokov mencionou brevemente como o pai do personagem principal, um escritor, descobriu que ele era incapaz de terminar um romance que ele planejava escrever, tornando-se perdido na história fabricada por "começando com cores". Muitas outras sutis referências são feitas na escrita de Nabokov, que podem ser rastreadas até sua sinestesia. Muitos de seus personagens têm um "apetite sensorial" distinto reminiscente de sinestesia.

## Entomologia

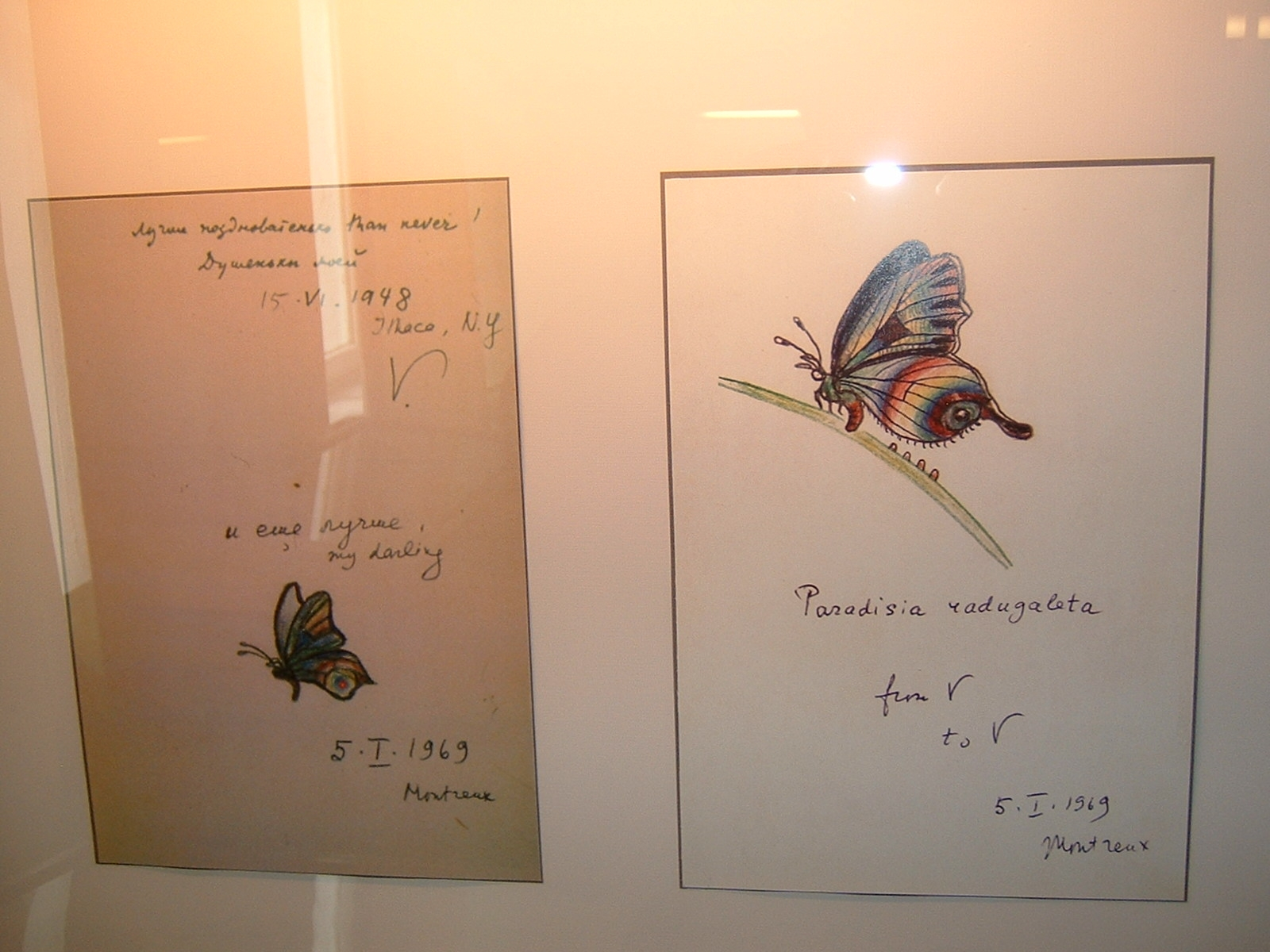
Borboletas desenhadas por Vladimir Nabokov para sua esposa.

Sua carreira como um entomologista foi igualmente distinta. Seu interesse neste campo tinha sido inspirado por livros de Maria Sibylla Merian que ele havia encontrado no sótão da casa de campo de sua família em Vyra. Ao longo de uma extensa carreira de coletar ele nunca aprendeu a dirigir um carro, e ele dependia de sua esposa Véra a levá-lo para locais de colheita. Durante a década de 1940, como bolseiro de investigação em zoologia, ele era responsável pela organização da coleção de borboletas do Museu de Zoologia Comparada da Universidade Harvard. Seus escritos nesta área foram altamente técnicos. Isto, combinado com a sua especialidade na relativamente medíocre tribo Polyommatini da família Lycaenidae, deixou esta faceta de sua vida pouco explorada pela maioria dos admiradores de suas obras literárias. Ele descreveu o azul Karner. O gênero Nabokovia foi nomeado após ele em homenagem a este trabalho, assim como uma série de espécies de borboletas e traças (por exemplo, muitas espécies nos gêneros Madeleinea e Pseudolucia epítetos urso alusivos à Nabokov ou nomes de seus romances). Em 1967, Nabokov comentou: "Os prazeres e recompensas da inspiração literária não são nada ao lado do êxtase de se descobrir um novo órgão ao microscópio, ou uma espécie não descrita em uma montanha no Irã ou no Peru. Não é improvável que se não tivesse havido revolução na Rússia, eu teria me dedicado inteiramente a lepidopterologia e nunca escrito romances totalmente".
O paleontólogo e ensaísta Stephen Jay Gould discute a lepidopterologia de Nabokov em seu ensaio: "No Science Without Fancy, No Art Without Facts: The Lepidoptery of Vladimir Nabokov" (reimpresso em I Have Landed). Gould observa que Nabokov foi, ocasionalmente, um científico "vara na lama". Por exemplo, Nabokov nunca aceitou que a genética ou a contagem de cromossomos poderiam ser um caminho válido para distinguir espécies de insetos, e contou com a tradicional (por lepidopteristas) da comparação microscópica de sua genitália.
O Museu Harvard de História Natural, que agora contém o Museu de Zoologia Comparada, ainda possui o "gabinete genitália" de Nabokov, onde o autor armazenou sua coleção de borboletas azuis machos pela genitália. "Nabokov era um taxonomista sério" de acordo com a equipe do museu da escritora Nancy Pick, autora de The Rarest of the Rare: Stories Behind the Treasures at the Harvard Museum of Natural History. "Ele realmente fez um bom trabalho para distinguir espécies que você não pensaria que eram diferentes—vendo os seus órgãos genitais sob um microscópio por seis horas por dia, sete dias por semana, até que sua visão fosse prejudicada de forma permanente".
Embora seu trabalho não fosse levado a sério por lepidopteristas profissionais durante a sua vida, uma nova pesquisa genética suporta a hipótese de Nabokov que um grupo de espécies de borboletas, chamadas as Polyommatus, vieram para o Novo Mundo ao longo do Estreito de Bering em cinco ondas, eventualmente alcançando o Chile.
Muitos dos fãs de Nabokov tentaram atribuir valor literário de seus trabalhos científicos, observa Gould. Por outro lado, outros afirmaram que seu trabalho científico enriqueceu sua produção literária. Gould defende uma terceira visão, sustentando que as outras duas posições são exemplos da falácia post hoc ergo propter hoc. Ao invés de assumir que ambos os lados da obra de Nabokov causaram ou estimularam o outro, Gould propõe que ambos provêm do amor de Nabokov pelo detalhe, contemplação e simetria.

## Problemas de xadrez
Nabokov passou um tempo considerável durante o seu exílio na composição de problemas de xadrez. Tais composições que publicou na imprensa emigrante russa, Poemas e Problemas (18 composições de xadrez) e Fala, Memória (um problema). Ele descreve o processo de composição e construção em suas memórias: "A pressão sobre a mente é formidável; o elemento de tempo cai fora de sua consciência". Para ele, a "originalidade, invenção, consciência, harmonia, complexidade e esplêndida insinceridade" de criar um problema de xadrez foi semelhante ao que em qualquer outra arte.

## Política e visões

### Política russa
Nabokov era um liberal clássico, na tradição de seu pai, um homem político liberal que serviu no Governo Provisório após a Revolução de Fevereiro de 1917. Desde a sua criação, Nabokov foi um forte opositor do governo soviético, que chegou ao poder após a Revolução Bolchevique de outubro de 1917. Em um poema que ele escreveu quando era adolescente em 1917, ele descreveu os bolcheviques de Lênin como "povo com trapos marcados de cinza".
Ao longo de sua vida, Nabokov permaneceria comprometido com a filosofia política liberal clássica de seu pai, e igualmente oposto a autocracia czarista, ao comunismo e o ao fascismo.
O pai de Nabokov, Vladimir Dmitrievich Nabokov foi o defensor mais ferrenho dos direitos dos judeus no Império Russo, continuando uma tradição familiar que tinha sido levada por seu próprio pai, Dmitry Nabokov, que como Ministro da Justiça, sob o czar Alexandre II tinha bloqueado com sucesso medidas antissemitas de ser aprovadas pelo Ministro do Interior. Essa tensão da família continuaria em Vladimir Nabokov, que ferozmente denunciou o antissemitismo em seus escritos, e na década de 1930 Nabokov foi capaz de escapar da Alemanha de Hitler somente com a ajuda de emigrantes judeus russos que ainda tinham gratas recordações da defesa de sua família de judeus em tempos czaristas.
Quando perguntado, em 1969, se ele gostaria de revisitar a terra que ele tinha fugido em 1918, agora a União Soviética, ele respondeu: "Não há nada para olhar. Novos cortiços e igrejas antigas não me interessam. Os hotéis lá são terríveis. Eu detesto o teatro soviético. Qualquer palácio na Itália é superior às moradas repintadas dos czares. As cabanas da vila do interior proibido são tão miseravelmente pobres como sempre, e os camponeses miseráveis açoitam sua carroça miserável com o mesmo entusiasmo miserável. Quanto à minha paisagem especial do norte e as assombrações da minha infância – bem, eu não iria querer contaminar suas imagens conservadas em minha mente".

### Política americana
Mais tarde, durante o seu período americano, ele expressou o desprezo pelo ativismo estudantil, e todos os movimentos coletivos. Em ambas as cartas e entrevistas, ele revela um profundo desprezo para os movimentos da Nova Esquerda dos anos 1960, descrevendo os manifestantes como "conformistas" e "arruaceiros patetas". Nabokov apoiou o esforço na Guerra do Vietnã e expressou admiração pelo Presidente Richard Nixon. Em seus pontos de vista religiosos, Nabokov era um agnóstico.

### Visões sobre mulheres escritoras
Nabokov admitiu ter um "preconceito" contra mulheres escritoras. Ele escreveu a Edmund Wilson, que tinha vindo a fazer sugestões para suas palestras: "Eu não gosto de Jane [Austen], e sou preconceituoso, na verdade, contra todas as mulheres escritoras. Elas estão em outra classe". No entanto, relendo Mansfield Park ele logo mudou de ideia e ensinou-a em seu curso de literatura; ele também elogiou a obra de Mary McCarthy. Apesar de sua esposa Véra Nabokov trabalhar como sua tradutora pessoal e secretária, ele fez conhecido publicamente que seu tradutor ideal seria um homem, e particularmente, não uma "mulher nascida na Rússia". No primeiro capítulo de Glória que ele atribui preconceito semelhante ao do protagonista às impressões feitas por escritoras infantis como Lidia Charskaya, e no conto "The Admiralty Spire" lamenta a postura, esnobismo, antissemitismo, e fofura que ele considerou característico de autores mulheres russas.

## Influência

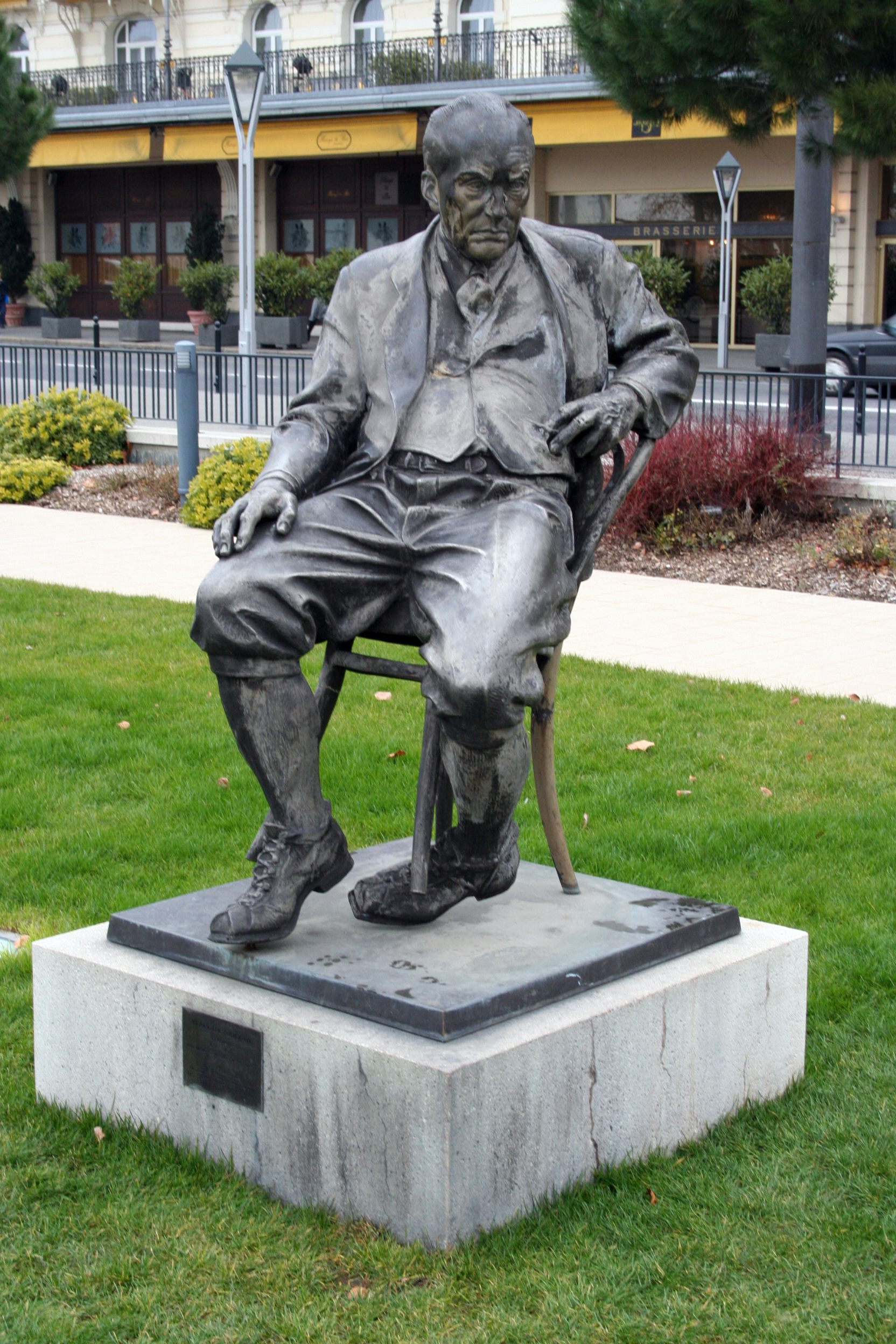
Monumento de Nabokov em Montreux

O crítico literário russo Yuly Aykhenvald era um admirador precoce de Nabokov, citando em particular a sua capacidade de imbuir objetos com vida: "ele satura coisas triviais com vida, sentido e psicologia e dá uma mente para objetos; seus sentidos refinados notam colorações e nuances, cheiros e sons, e tudo adquire um significado inesperado e verdade sob seu olhar e através de suas palavras". O crítico James Wood argumentou que o uso de Nabokov do detalhe descritivo provou ser uma "influência avassaladora, e nem sempre muito proveitosa, sobre dois ou três gerações depois dele", incluindo autores como Martin Amis e John Updike. Enquanto um estudante da Cornell em 1950, Thomas Pynchon assistiu várias palestras de Nabokov e passou a fazer uma alusão direta a Lolita no capítulo seis de seu romance The Crying of Lot 49 (1966), em que Serge, contratenor na banda dos Paranoids, canta:
Que chance tem um menino surfista solitário
Para o amor de uma garota surfista,
Com todos esses gatos Humbert Humbert
Vindo tão grandes e doentes?
Para mim, meu bebê era uma mulher,
Para ele, ela é apenas mais uma ninfeta.
Também foi argumentado que o estilo de prosa de Pynchon é influenciado pela preferência de Nabokov para o atualismo sobre o realismo. Dos autores que vieram à proeminência durante a vida de Nabokov, John Banville, Don DeLillo, Salman Rushdie, e Edmund White todos foram influenciados por ele.
Vários autores que vieram à proeminência nos anos 1990 e 2000 também têm citado a obra de Nabokov como uma influência literária. Aleksandar Hemon, cujo jogo de palavras e senso do absurdo são muitas vezes comparados ao de Nabokov, reconheceu o impacto deste último na sua escrita. O romancista vencedor do Prêmio Pulitzer, Michael Chabon, listou Lolita e Fogo Pálido entre os "livros que, pensei, mudaram a minha vida quando eu os li", e afirmou que "o inglês de Nabokov combina lirismo dolorido com precisão desapaixonada de uma forma que parece para tornar cada emoção humana em toda a sua intensidade, mas nunca com um pingo de sentimentalismo ou linguagem encharcada". O ganhador do Prêmio Pulitzer, Jeffrey Eugenides disse que "Nabokov sempre foi e continua sendo um dos meus escritores favoritos. Ele é capaz de fazer malabarismos de dez bolas onde a maioria das pessoas podem fazer malabarismos com três ou quatro". T. Coraghessan Boyle disse que "a brincadeira de Nabokov e a beleza arrebatadora de sua prosa são influências em curso na sua escrita", e Jhumpa Lahiri, Marisha Pessl, Maxim D. Shrayer, Zadie Smith, e Ki Longfellow também reconheceram a influência de Nabokov. Nabokov é caracterizado tanto como um personagem individual e implicitamente no romance de 1993 de W.G. Sebald, The Emigrants. O ciclo de música "Sing, Poetry" no álbum de música clássica contemporânea de 2011, Trika, compreende as definições de versões em russo e inglês de três dos poemas de Nabokov por tais compositores como Jay Greenberg, Michael Schelle e Lev Zhurbin.

## Citações
1. ↑  "Nabokov". Random House Webster's Unabridged Dictionary.
2. ↑  «100 Best Novels». Modern Library. 2007. Consultado em 17 de janeiro de 2016
3. ↑  «100 Best Nonfiction». Modern Library. 2007. Consultado em 17 de janeiro de 2016
4. ↑  Sciabarra, Chris Matthew (2013), Ayn Rand: The Russian Radical, Penn State Press, pp. 66, 367–68.
5. ↑  Gladstein, Mimi Reisel (2009), Ayn Rand, ISBN 978-0-8264-4513-1, Major Conservative and Libertarian Thinkers, New York: Continuum, p. 2.
6. ↑  «Cycnos». Consultado em 17 de janeiro de 2016
7. 1 2 3 4  Amis, Martin (1994) [1993], Visiting Mrs Nabokov: And Other Excursions, ISBN 0-14-023858-1 reprint ed. , Penguin Books, pp. 115–18.
8. ↑  Zimmer, Dieter E (15 de julho de 2002), Presentation of the book Nabokov's Berlin, The International Vladimir Nabokov Symposium, St. Petersburg.
9. ↑  Schiff, Stacy. «Vera, chapter 1, para 6». The New York Times
10. ↑  Grossman, Lev (18 de maio de 2000), «The gay Nabokov», Salon, consultado em 17 de janeiro de 2016.
11. ↑  «Nabokov's Type: Lysandra cormion». Consultado em 17 de janeiro de 2016[ligação inativa]
12. ↑  "Nabokov, Scientist" Natural History, July 1999
13. ↑  «Supreme Court Interviews –  LawProse.org». Consultado em 17 de janeiro de 2016
14. ↑  For Véra's varied roles, see her New York Times obituary, "Vera Nabokov, 89, Wife, Muse and Agent", 11 April 1991; the non-incinerated Lolita appears in Brian Boyd's Vladimir Nabokov: The American Years, p. 170; Véra's charm appears in both the Times obituary and p. 601 of Boyd.
15. ↑  "Snapshot: Nabokov's Retreat", Medford Mail Tribune, 5 de novembro de 2006, p. 2 Arquivado em 4 de abril de  2013 no Wayback Machine.
16. 1 2  Herbert Gold (Summer-Fall 1967). "Vladimir Nabokov, The Art of Fiction No. 40". The Paris Review.
17. ↑  Robert McCrum, "The Final Twist in Nabokov's Untold Story." The Observer (25 de outubro de 2009)
18. ↑  The Garland Companion to Vladimir Nabokov. Vladimir E. Alexandrov (editor). Garland Publishing. New York (1995) ISBN 0-8153-0354-8, pages xxix–l
19. ↑  Vladimir Nabokov (em inglês) no Find a Grave [fonte confiável?]
20. ↑  Connolly, Kate (22 de abril de 2008). «Nabokov's last work will not be burned». The Guardian. UK. Consultado em 17 de janeiro de 2016
21. ↑  Interview with Dmitri Nabokov on NPR – 30 April 2008
22. ↑  Van Gelder, Lawrence (28 de abril de 2008). «Son Plans to Publish Nabokov's Last Novel». The New York Times. Consultado em 17 de janeiro de 2016
23. ↑  «Sein letztes Spiel» (em alemão). Die Zeit. 14 de agosto de 2008. Consultado em 7 de janeiro de 2016
24. ↑  «Playboy gets exclusive rights to publish Nabokov's last work /». Mosnews.com. Consultado em 17 de janeiro de 2016
25. ↑  This lament came in 1941, when Nabokov had been an apprentice American for less than one year. Nabokov, Vladimir. Dear Bunny, Dear Volodya: The Nabokov–Wilson Letters, 1940–1971, p. 50. Nabokov, never pen-shy, added in parentheses "this is a good one." The Updike gloss appears in Updike, John, Hugging the Shore, p. 221. Later in the Wilson letters, Nabokov offers a solid, non-comic appraisal: "Conrad knew how to handle readymade English better than I; but I know better the other kind. He never sinks to the depths of my solecisms, but neither does he scale my verbal peaks." This is in November 1950, p. 282.
26. ↑  The Garland Companion to VN, ibid, pages 412ff
27. ↑  The Garland Companion to VN, ibid, pages 628ff
28. ↑  Toffler, Alvin. «Playboy interview: Vladimir Nabokov». Playboy. Playboy. Consultado em 17 de janeiro de 2016
29. ↑  Whiteman, Alden (5 de julho de 1977). «Vladimir Nabokov, Author of 'Lolita' and 'Ada,' Is Dead». The New York Times. Consultado em 17 de janeiro de 2016
30. ↑  Strehle, Susan."Actualism: Pynchon's Debt to Nabokov". University of Wisconsin Press, 1971, p. 37-38.
31. ↑  collected by Fredson Bowers in 1980 and published by Harcourt Brace Jovanovich
32. ↑  «Kitsch Magazine». Kitsch Magazine. Consultado em 17 de janeiro de 2016
33. ↑  Editors (28 April 1999) "Discussing Nabokov." Slate. (Recuperado em 6 de abril de 2014.)
34. ↑  Martin, Patrick. "Synaesthesia, metaphor and right-brain functioning" in Egoist.
35. ↑  «Nabokov's interview. (02) BBC Television [1962]». Consultado em 17 de janeiro de 2016
36. ↑  John Burt Foster (1993) Nabokov's Art of Memory and European Modernism Princeton University Press pp26-32
37. ↑  Todd, Kim. Chrysalis: Maria Sibylla Merian and the Secrets of Metamorphosis.  Harcourt. p. 11, ISBN 978-0-15-101108-7
38. ↑  «Butterflies and moths bearing Nabokov's name». Zembla. 1996. Consultado em 18 de janeiro de 2016
39. ↑  Pick, Nancy; Mark Sloan (2004). The Rarest of the Rare: Stories Behind the Treasures at the Harvard Museum of Natural History. [S.l.]: Harper. ISBN 978-0-06-053718-0
40. ↑   Arquivado em 12 de outubro de  2006 no Wayback Machine.
41. ↑  Pick, Nancy (2005). «Blood, Sweat, and Bones» (PDF). Harvard University, Graduate School of Arts and Sciences. Colloquy (Alumni Quarterly) (Spring 2005): 8. Consultado em 19 de novembro de 2014. Arquivado do original (PDF) em 8 de setembro de 2015
42. ↑  Zimmer, Carl (25 de janeiro de 2011). «Nabokov Theory on Butterfly Evolution Is Vindicated». The New York Times. Consultado em 18 de janeiro de 2016
43. ↑  Vladimir Nabokov: The Russian Years. [S.l.]: Princeton University Press. 1990. p. 21. ISBN 0-7011-3700-2
44. ↑  Strong opinions, Vladimir Nabokov, Vintage Books, 1990.
45. ↑  Wyllie, Barbara (2010), Vladimir Nabokov, London, p. 22.
46. ↑  Vladimir Nabokov: The Russian Years. [S.l.]: Princeton University Press. 1990. pp. 24–36. ISBN 0-7011-3700-2
47. ↑  Vladimir Nabokov: The Russian Years. [S.l.]: Princeton University Press. 1990. p. 24. ISBN 0-7011-3700-2
48. ↑  Strong Opinions, p. 148.
49. ↑  Discourse and ideology in Nabokov's prose, by David Henry James Larmour, p. 17, Routledge, 2002.
50. ↑  Strong opinions, Vladimir Nabokov, Vintage Books, 1990, p. 139.
51. ↑  Larmour, page 17
52. ↑  Véra (Mrs. Vladimir Nabokov), by Stacy Schiff, Random House Digital, Inc., 2000.
53. ↑  Book business: publishing past, present, and future, by Jacob Epstein, pp. 76–77, W. W. Norton & Company, 2002.
54. ↑  Donald E. Morton (1974). Vladimir Nabokov. [S.l.]: F. Ungar Publishing Company. p. 8. ISBN 9780804426381. Nabokov is a self-affirmed agnostic in matters religious, political, and philosophical.
55. ↑  Dear Bunny, Dear Volodya: The Nabokov-Wilson Letters, 1940–1971, ed. Simon Karlinsky, revised edn (Berkeley: University of California Press, 2001), p. 268.
56. ↑  Siggy Frank, Nabokov's Theatrical Imagination', (Cambridge University Press, 2012), 'p. 170.
57. ↑  Dear Bunny, Dear Volodya: The Nabokov-Wilson Letters, 1940–1971, ed. Simon Karlinsky, revised edn (Berkeley: University of California Press, 2001), p. 274.
58. ↑  Ellen Pifer, "Her monster, his nymphet: Nabokov and Mary Shelley" in Nabokov and His Fiction: New Perspectives, ed. by Julian W. Connolly, (Cambridge University Press, 1999)
59. ↑  David S. Rutledge, Nabokov's Permanent Mystery: The Expression of Metaphysics in His Work, (Jefferson, North Carolina: McFarland & Company, 2011), fn. 7, p. 187
60. ↑  From Chapter 1: "Martin's first books were in English: his mother loathed the Russian magazine for children Zadushevnoe Slovo (The Heartfelt Word), and inspired in him such aversion for Madame Charski's young heroines with dusky complexions and titles that even later Martin was wary of any book written by a woman, sensing even in the best of such books an unconscious urge on the part of a middle-aged and perhaps chubby lady to dress up in a pretty name and curl up on the sofa like a pussy cat."
61. ↑  Chamberlain, Lesley (2006). The Philosophy Steamer. Great Britain: Atlantic Books. p. 283. ISBN 978 184354 093 9
62. ↑  Wood, James. "Discussing Nabokov", Slate. Recuperado em 12 de abril de 2008.
63. ↑  Siegel, Jules. "Who is Thomas Pynchon, and why did he take off with my wife?" Playboy, March 1977.
64. ↑  Strehle, Susan. "Actualism: Pynchon's Debt to Nabokov", Contemporary Literature 24.1, Spring 1983. pp. 30–50.
65. ↑  "John Banville", The Guardian. Recuperado em 12 deabril de 2008.
66. ↑  Gussow, Mel. "Toasting (and Analyzing) Nabokov; Cornell Honors the Renaissance Man Who, oh Yes, Wrote 'Lolita'", The New York Times, 15 de setembro de 1998.
67. ↑  Lowery, George (23 de outubro de 2007). «Bombs, bands and birds recalled as novelist Salman Rushdie trips down memory lane». Cornell Chronicle. Consultado em 18 de janeiro de 2016
68. ↑  "An Interview with Edmund White", Bookslut, Fevereiro de 2007. Recuperado em 12 de abril de 2008.
69. ↑  Chabon, Michael (Julho de 2006). «It Changed My Life». michaelchabon.com. Consultado em 18 de janeiro de 2016. Arquivado do original em 20 de outubro de 2006
70. ↑  Stringer-Hye, Suellen. «VN Collation No.26». Zembla. Consultado em 18 de janeiro de 2016
71. ↑  "Q & A with Jeffrey Eugenides", 5th Estate. Recuperado em 12 de abril de 2008.
72. ↑  "A Conversation with T. C. Boyle" Arquivado em 11 de dezembro de  2004, no Wayback Machine., Penguin Reading Guides.
73. ↑  "The Hum Inside the Skull, Revisited", The New York Times, 16 de janeiro de 2005. Recuperado em 12 de abril de 2008.
74. ↑  "An interview with Marisha Pessl", Bookslut.com, Setembro de 2006. Recuperado em 15 de junho de 2007.
75. ↑  Maxim D. Shayer, "Literature Is Love," in Waiting for America: A Story of Emigration, 2007, pp. 178–85.
76. ↑  "Zadie Smith" The Guardian. Recuperado em 12 de abril de 2008.
77. ↑  Woman's Hour, a long-lived and popular English radio show, 1993.
78. ↑  Cohen, Lisa, "Review: The Emigrants by W. G. Sebald", Boston Review, February/ March 1997 issue
79. ↑  "Troika: Russia’s westerly poetry in three orchestral song cycles", Rideau Rouge Records, ASIN: B005USB24A, 2011.
80. 1 2  Brian Boyd p 37

### Biografia
- Boyd, Brian. Vladimir Nabokov: The Russian Years. Princeton, N.J.: Princeton University Press, 1990. ISBN 0-691-06794-5 (hardback) 1997. ISBN 0-691-02470-7 (paperback). London: Chatto & Windus, 1990. ISBN 0-7011-3700-2 (hardback)
- Boyd, Brian, Vladimir Nabokov: The American Years. Princeton, N.J.: Princeton University Press, 1991. ISBN 0-691-06797-X (hardback) 1993. 0-691-02471-5 (paperback). London: Chatto & Windus, 1992. ISBN 0-7011-3701-0 (hardback)
- Ch'ien, Evelyn. See chapter, "A Shuttlecock Over the Atlantic" in "Weird English."  Harvard University Press, 2004.
- Field, Andrew. VN The Life and Art of Vladimir Nabokov. New York: Crown Publishers. 1986. ISBN 0-517-56113-1
- Golla, Robert. Conversations with Vladimir Nabokov. Jackson: University Press of Mississippi. 2017. 978-1496810953
- Parker, Stephen Jan. Understanding Vladimir Nabokov. Columbia: University of South Carolina Press. 1987. 978-0872494954.
- Proffer, Elendea, ed. Vladimir Nabokov: A Pictorial Biography. Ann Arbor, Mich.: Ardis, 1991. ISBN 0-87501-078-4 (a collection of photographs)
- Rivers, J.E., and Nicol, Charles.  Nabokov's Fifth Arc.  Austin, TX: University of Texas Press, 1982. ISBN 978-0-292-75522-2.
- Schiff, Stacy. Véra (Mrs. Vladimir Nabokov).  New York, NY.: Random House, 1999. ISBN 0-679-44790-3.

### Criticismo
- Alexandrov, Vladimir. Nabokov's Otherworld. Princeton, NJ: Princeton University Press, 1991.
- Bader, Julia. Crystal Land: Artifice in Nabokov's English Novels. California: University of California Press, 1972.
- Barabtarlo, Gennadi. Phantom of Fact: A Guide to Nabokov's Pnin. New York: Ardis Publishing, 1989.
- Blackwell, Stephen.  The Quill and the Scalpel: Nabokov's Art and the Worlds of Science. Columbus, OH: Ohio State University Press, 2009.
- Boyd, Brian. Nabokov's Pale Fire: The Magic of Artistic Discovery. Princeton, NJ: Princeton University Press, 1999.
- Connolly, Julian W. A Reader's Guide to Nabokov's Lolita. Brighton, MA: Academic Studies Press, 2009.
- Foster, John Burt. Nabokov's Art of Memory and European Modernism. Princeton: Princeton University Press, 1993.
- Hardy Jr., James D. and Martin, Ann. "Light of My Life": Love, Time and Memory in Nabokov's Lolita. Jefferson, NC: McFarland, 2011.
- Johnson, Donald Barton. Worlds in Regression: Some Novels of Vladimir Nabokov. Ann Arbor, MI: Ardis, 1985.
- Livry, Anatoly. «Nabokov le Nietzschéen», HERMANN, Paris, 2010 Predefinição:Ref-fr
- Ливри, Анатолий. Физиология Сверхчеловека. Введение в третье тысячелетие. СПб.: Алетейя, 2011. – 312 с. https://web.archive.org/web/20110816062952/http://exlibris.ng.ru/non-fiction/2011-06-02/6_game.html
- Meyer, Priscilla. Find What the Sailor Has Hidden: Vladimir Nabokov's Pale Fire. Middletown, CT: Wesleyan University Press, 1989.
- Morris, Paul, D. "Vladimir Nabokov: Poetry and the Lyric Voice". Toronto: University of Toronto Press, 2009.
- Nicol, Charles and Barabtarlo, Gennady. A Small Alpine Form: Studies in Nabokov's Short Fiction. London, Garland, 1993. ISBN 978-0-8153-0857-7.
- Pifer, Ellen. Nabokov and the Novel. Cambridge: Harvard University Press, 1980.
- Rutledge, David. Nabokov's Permanent Mystery: The Expression of Metaphysics in His Work. Jefferson, NC: McFarland, 2011.
- Schuman, Samuel. Nabokov's Shakespeare. London: Bloomsbury Academic, 2014.
- Shrayer, Maxim D. The World of Nabokov's Stories. Austin and London: University of Texas Press, 1998.
- Shrayer, Maxim D. "Jewish Questions in Nabokov's Life and Art." In: Nabokov and His Fiction: New Perspectives.  Ed. Julian W. Connolly. Cambridge: Cambridge University Press, 1999. PP. 73–91.
- Toker, Leona. Nabokov: The Mystery of Literary Structures. Ithaca, NY: Cornell University Press, 1989.
- Trousdale, Rachel. Nabokov, Rushdie, and the Transnational Imagination: Novels of Exile and Alternate Worlds. New York: Palgrave Macmillan, 2010.
- Wood, Michael. The Magician's Doubts. Princeton, NJ: Princeton University Press, 1997.
- Zanganeh, Lila Azam. The Enchanter: Nabokov and Happiness. New York: W. W. Norton, 2011. ISBN 978-0-393-07992-0

### Adaptações na mídia
- Filme de televisão curto de Peter Medak, Nabokov on Kafka é uma dramatização de leituras de Nabokov sobre A Metamorfose de Franz Kafka. A parte de Nabokov é interpretada por Christopher Plummer.
- Nabokov faz três aparições de camafeu, em pontos amplamente dispersos em sua vida, em W. G. Sebald's The Emigrants.
- Ver Lolita.
- Em 1972 o romance King, Queen, Knave foi lançado como um filme dirigido por Jerzy Skolimowski e estrelando Gina Lollobrigida, David Niven e John Moulder-Brown.
- Em 1978 o romance Desespero foi adaptado por Tom Stoppard para o filme dirigido por Rainer Werner Fassbinder.
- Em 1986 seu primeiro romance Mary (em Russo Maschenka) foi largamente adaptado para o filme Maschenka, estrelando Cary Elwes.
- O romance The Defense foi adaptado como um feature film, The Luzhin Defence, em 2000 pelo diretor Marleen Gorris.  O filme estrelou John Turturro e Emily Watson.

### Entomologia
- Johnson, Kurt, and Steve Coates. Nabokov's blues: The scientific odyssey of a literary genius. New York: McGraw-Hill. ISBN 0-07-137330-6 (very accessibly written)
- Sartori, Michel, ed. Les Papillons de Nabokov [The butterflies of Nabokov]. Lausanne: Musée cantonal de Zoologie, 1993. ISBN 2-9700051-0-7 (exhibition catalogue, primarily in English)
- Zimmer, Dieter E. A Guide to Nabokov's Butterflies and Moths. Privately published, 2001. ISBN 3-00-007609-3 (web page)

### Outros
- Deroy, Chloé, Vladimir Nabokov, Icare russe et Phénix américain (2010). Dijon: EUD
- Gezari, Janet K.; Wimsatt, W. K., "Vladimir Nabokov: More Chess Problems and the Novel", Yale French Studies, No. 58, In Memory of Jacques Ehrmann: Inside Play Outside Game (1979), pp. 102–115, Yale University Press.